# Fusione laser selettiva di metalli

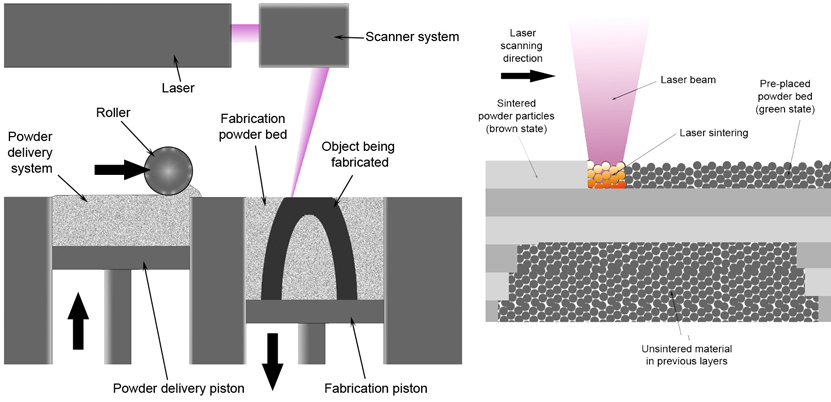
Schema di funzionamento della tecnologia SLM

La tecnologia Fusione laser selettiva di metalli (in inglese: Selective Laser Melting o SLM, o LPBF Laser Powder Bed Fusion) anche conosciuta con gli acronimi DMLS (Direct Metal Laser Sintering) è una tecnologia di Stampa 3D impiegata per realizzare parti in metallo a partire da un letto di polveri metalliche fuse per mezzo di un laser a alta potenza (dai 100 ai 1 500 W) e con un fascio concentrato (di diametro di circa 100 µm). Simile per funzionamento alla tecnologia SLS da cui differisce per il materiale di stampa. Tra le società che realizzano macchine con tecnologia SLM troviamo SLM solutions, detentore del marchio SLM, EOS, Renishaw, DMG Mori, Concept laser, TRUMPF, Sisma, 3D Systems, 3D4MEC, Sharebot.

## Materiali
Per l'utilizzo di questa tecnologia si impiegano polveri realizzate tramite un processo di micronizzazione. La forma dei granuli di polvere dev'essere più sferica possibile per permettere una maggior distribuzione in fase di stesura dello strato. Le dimensioni possono essere variabili in base ai risultati che si vogliono ottenere, ma si tende a creare polveri con una granulometria costante, 15 - 45 µm o 20 - 63 µm sono le più utilizzate.
I materiali più utilizzati sono polveri pure di vari materiali, come alluminio, rame, tungsteno (il tungsteno si presta molto bene per questa tecnologia data l'alta temperatura di fusione), oppure leghe di acciaio (AISI 316L, AISI 304, C67, F53, H13, 17-4 PH e 15-5), acciaio maraging, leghe di cromo cobalto, Inconel 625 e 718, alluminio AlSi10Mg e titanio Ti6Al4V e leghe base rame (Ottone CW510, Ecobrass, Bronzo).

## Applicazioni
La stampa 3D a metallo viene impiegata per numerose applicazioni industriali e nel campo biomedicale, in particolare:
- Aerospace – condotti d'aria, supporti per strumentazione aeronautica, sia in campo civile sia militare. Alcuni esempi sono gli iniettori per motori jet sviluppati da General Electric o parti di motori per razzi sviluppati da SpaceX, dimostrati dal CEO Elon Musk in un suo tweet del 2013[1].
- Manufacturing – creazioni di parti con bassi volumi. Data la scorrelazione dal concetto di economie di scala, è possibile creare piccoli lotti senza costi aggiuntivi.
- Automotive – creazione di parti finali per vetture speciali. Largamente impiegata nel mondo del motorsport (F1 e MotoGP), utilizzata ad esempio anche da BMW per realizzare un componente della vettura I8 roadster[2].

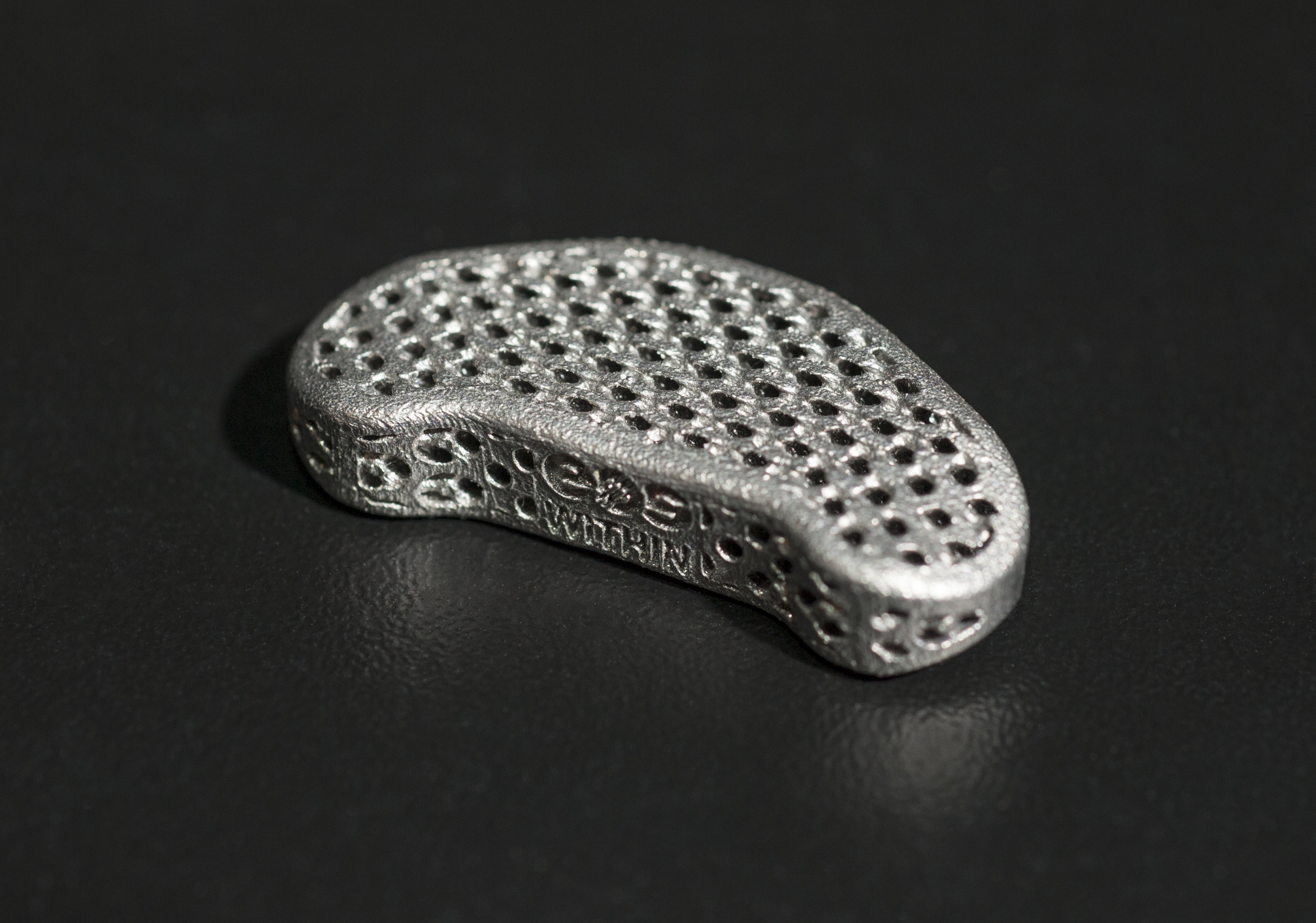
Disco spinale stampato in 3D in titanio con tecnologia SLM

- Biomedicale – protesi interne, grazie alla libertà geometrica offerta dalla tecnologia possono essere personalizzate per ogni paziente, con strutture reticolari appositamente studiate per garantire una perfetta osseointegrazione[3]. È possibile realizzare anche protesi dentarie e strumenti medici con forme specifiche.
- Prototipazione – la possibilità di creare prototipi funzionali permette di ridurre i tempi di sviluppo ottenendo risultati similari ai prodotti finiti, realizzati con tecnologie tradizionali.
- Tooling – la possibilità di creare stampi per stampaggio a iniezione permette di ridurre i tempi di produzione, la libertà geometrica può migliorare le performance degli stampi, grazie alla creazione di canali di raffreddamento molto complessi e capillari che riducono i tempi di stampaggio e permettono di migliorare la ripetibilità dei manufatti[4].

## Vantaggi
Come per le altre tecnologie di stampa 3D la tecnologia SLM riduce sensibilmente i costi relativi all'avvio macchina, permettendo di creare lotti con tirature minime, o all'estremo pezzi unici.
La libertà geometrica permette di realizzare componenti molto complessi, non realizzabili con tecnologie tradizionali, sfruttando ad esempio il concetto di ottimizzazione topologica, è possibile realizzare parti che hanno un elevato rapporto resistenza meccanica/leggerezza, fattore molto importante nei settori aerospaziali e motorsport.

## Limitazioni
Le principali limitazioni di questa tecnologia sono le dimensioni di stampa ridotte, l'elevato costo dei macchinari e delle polveri metalliche (costo derivante dalla complessità di produzione delle stesse), la necessità di utilizzare supporti per parti in sottosquadro per eliminare gli stress derivanti dalla rapida variazione della temperatura. Questo processo richiede molto tempo, sia in fase di generazione in ambiente virtuale (grazie a software dedicati come MAGICS di Materialise o Netfabb di Autodesk), sia in fase di stampa (il laser dovrà fondere anche il materiare per i supporti), sia in fase di post processo (i supporti devono essere rimossi tramite lavorazioni meccaniche successive, come elettroerosione o lavorazione CNC), aumentando i tempi di produzione e i costi.
Fattori di complicazione sono la gestione delle polveri, che sono altamente esplosive e che quindi richiedono di lavorare in ambienti ATEX, e la gestione e il costo dei gas inerti (argon) utilizzati all'interno della camera di stampa per prevenire fenomeni di ossidazione.
Le rugosità superficiali e le tolleranze ottenibili sono generalmente inferiori rispetto a quelle ottenibili con tecnologie tradizionali, e richiedono lavorazioni successive.
L'alto livello di specializzazione degli operatori è un altro fattore altamente limitante.